# Отвязный Дайс
«Отвязный Дайс» (англ. Dice) — американский комедийный телесериал, созданный Скотом Армстронгом и транслируемый на телеканале Showtime с 2016 по 2017 год. Главную роль исполняет актёр Эндрю Дайс Клэй.
20 марта 2015 года Showtime объявил, что заказал 1 сезон, состоящий из 6 эпизодов. Премьера 1 сезона состоялась 10 апреля 2016 года на Showtime. 22 сентября 2016 года сериал был продлён на 2 сезон из 7 эпизодов. Премьера 2 сезона состоялась 20 августа 2017 года. 30 января 2018 года Showtime закрыл сериал после 2 сезона.

## Сюжет
Сериал рассказывает о взлётах и падениях актёра Эндрю Дайса Клэя в его новом доме в Лас-Вегасе. Он переживает жизненные трудности: отбивается от фанатов, управляет музыкальной группой своих сыновей, пытается найти дополнительную работу, чтобы закрыть денежные долги, разбирается с пробелами, связанными с бывшей женой и пытается вернуть себе свою былую славу.

## В ролях

### Главные
- Эндрю Дайс Клэй — Играет сам себя
- Кевин Корриган — «Милкшейк»
- Наташа Леджеро — Кармен

### Второстепенные
- Брэд Моррис — Бретт
- Седрик Ярбро — Рассел Паттерсон
- Рон Ливингстон — Сидни Стайн
- Патрик Фишлер — Тоби
- Кристофер Джеймс Уильямс — Марвин
- Дэвид Аркетт — Играет сам себя
- Мэри Холлэнд — Труди
- Эндрю Дэйли — Ричард
- Лоррейн Бракко — Тони
- Билли Гарделл — Фрэнк Ризански
- Джеймс Вудс — Играет сам себя
- Майкл Рапапорт — Бобби Муч

## Сезоны
| Сезон | Серии | Серии | Даты показа     | Даты показа     |
| Сезон | Серии | Серии | Первая серия    | Последняя серия |
| ----- | ----- | ----- | --------------- | --------------- |
| 1     | 6     | 6     | 10 апреля 2016  | 15 мая 2016     |
| 2     | 7     | 7     | 20 августа 2017 | 8 октября 2017  |

## Эпизоды

### Сезон 1(2016)
| № общий | № в сезоне | Название                         | Режиссёр       | Автор сценария                               | Дата премьеры  | Зрители в США (млн) |
| --- | ---------- | -------------------------------- | -------------- | -------------------------------------------- | -------------- | ------------------- |
| 1 | 1          | «Элвис» «Elvis»                  | Скот Армстронг | Джеки Кларк                                  | 10 апреля 2016 | 0.254               |
| Дайс получает приглашение на свадьбу брата Кармен в Танжере. Перед свадьбой он и его лучший друг Милкшейк заходят в казино, чтобы немного поиграть. Однако удача покидает Дайса, он винит в этом высокие проценты банкоматов и свой костюм Элвиса. Тогда Дайс и Милкшейк отправляются в другое казино. |            |                                  |                |                                              |                |                     |
| 2 | 2          | «Эго» «Ego»                      | Джей Карас     | Брайан Гейтвуд, Алекс Танака                 | 17 апреля 2016 | 0.180               |
| Пройдя секс-тест, Дайс и Кармен получают результат: их личная жизнь далека до совершенства. Задетый за живое, Дайс считает своим долгом довести подругу до кипения. |            |                                  |                |                                              |                |                     |
| 3 | 3          | «Престиж» «Prestige»             | Скот Армстронг | Скот Армстронг, Брайан Гейтвуд, Алекс Танака | 24 апреля 2016 | 0.165               |
| Дайс расстраивается, узнав, что гипсовая статуя в форме его пениса исчезла из арт-галереи. В состоянии глубокого расстройства он случайно врезается в Lamborghini Крисса Энджела, и тот применяет свою магию против Дайса.                                                                             |            |                                  |                |                                              |                |                     |
| 4 | 4          | «Содержание» «Alimony»           | Скот Армстронг | Скот Армстронг                               | 1 мая 2016     | 0.171               |
| Эдриан Броуди пытается подражать персонажу Дайса, чтобы изобразить мужественность в одной из своих предстоящих пьес. |            |                                  |                |                                              |                |                     |
| 5 | 5          | «Сэл Мальдонадо» «Sal Maldonado» | Скот Армстронг | Брайан Гейтвуд, Алекс Танака                 | 8 мая 2016     | 0.155               |
| Милкшейк использует вымышленное имя в стейк-хаусе, чтобы звучать солиднее. Тем временем Дайса увольняют с поста менеджера группы его сыновей, и его заменяет новый голливудский агент. После того, как агент обманул его детей, Дайс решает отомстить.                                                 |            |                                  |                |                                              |                |                     |
| 6 | 6          | «Шесть штук баксов» «Six Grand»  | Джей Карас     | Брайан Гейтвуд, Алекс Танака                 | 15 мая 2016    | 0.220               |
| Лидерскому положению Дайса в их тусовке угрожает возвращение в город его старого знакомого — Бобби Муча, который обзавёлся деньгами. Из-за своей ревности и зависти Дайс едва не теряет лучшего друга. Опомнившись, он идёт на всё, чтобы вернуть Милкшейка.                                           |            |                                  |                |                                              |                |                     |

### Сезон 2(2017)
| № общий | № в сезоне | Название                                    | Режиссёр       | Автор сценария               | Дата премьеры    | Зрители в США (млн) |
| --- | ---------- | ------------------------------------------- | -------------- | ---------------------------- | ---------------- | ------------------- |
| 7 | 1          | «Эта ужасная жизнь» «It’s a Miserable Life» | Скот Армстронг | Брайан Гейтвуд, Алекс Танака | 20 августа 2017  | 0.177               |
| После того, как его проклял старый раввин, Дайс вынужден жить так, словно его прежнего никогда не существовало.                                                                        |            |                                             |                |                              |                  |                     |
| 8 | 2          | «Большой фанат» «Big Fan»                   | Скот Армстронг | Брайан Гейтвуд, Алекс Танака | 27 августа 2017  | 0.135               |
| В округе появляется старый преследователь, и Дайс начинает следить за ним, чтобы убедиться, что тот не преследует его снова. Но вот главный вопрос: кто и за кем следит на самом деле? |            |                                             |                |                              |                  |                     |
| 9 | 3          | «Без фигни» «No Bullshit»                   | Тодд Бирман    | Сара Афками                  | 10 сентября 2017 | 0.183               |
| Кармен внезапно берут под стражу, после чего Дайс обращается за помощью к первоклассному адвокату.                                                                                     |            |                                             |                |                              |                  |                     |
| 10 | 4          | «Двенадцать» «The Twelve»                   | Тодд Бирман    | Скот Армстронг               | 17 сентября 2017 | 0.105               |
| Дайс получает роль в мюзикле «Монро», но у него возникают разногласия со звездой шоу. Вскоре он узнаёт, что всем Лас-Вегасом управляет «Двенадцать».                                   |            |                                             |                |                              |                  |                     |
| 11 | 5          | «Старик» «The Old Man»                      | Джей Карас     | Скот Армстронг               | 24 сентября 2017 | 0.170               |
| Когда семья уезжает на выходные, Дайс заводит дружбу со стариком, живущим через дорогу.                                                                                                |            |                                             |                |                              |                  |                     |
| 12 | 6          | «Беспалый» «Fingerless»                     | Джей Карас     | Брайан Гейтвуд, Алекс Танака | 1 октября 2017   | 0.137               |
| Дайс принимает участие в новом фильме, но обнаруживает, что на съёмочной площадке всё не так, как ему хотелось бы. Вскоре появляется старый друг, чтобы поговорить о давнем обещании.  |            |                                             |                |                              |                  |                     |
| 13 | 7          | «Суд» «The Trial»                           | Тамра Дэвис    | Скот Армстронг               | 8 октября 2017   | 0.115               |
| После ссоры с Милкшейком и ухода Кармен Дайс узнаёт, что богатый бизнесмен выкупил авторские права на имя «Дайс», из-за чего он не может устроиться на работу.                         |            |                                             |                |                              |                  |                     |

## Трансляция
Пилотный эпизод сериала стал доступен на платформах Amazon Prime Video, Hulu, YouTube, Roku и PlayStation Vue за 10 дней до своего выхода на Showtime. 10 апреля, в день премьеры сериала, все 6 эпизодов 1 сезона стали доступны на потоковых сервисах Showtime и в качестве видео по запросу.

## Реакция
На сайте-агрегаторе Rotten Tomatoes сериал получил неоднозначные отзывы от критиков — 33 % одобрения на основе 15 рецензий со стороны критиков. Консенсус сайта гласит: «Дайс вернулся с несколькими удивительно забавными приглашёнными звёздами, но их недостаточно, чтобы спасти серию несмешных сюжетных линий».
На сайте Metacritic сериал имеет среднюю оценку в 56 баллов из 100 на основе 16 рецензий со стороны критиков, что указывает на «смешанные или средние отзывы».